# Tugraorden
Tugraorden var en orden i det Osmanska riket som instiftades 1827 av sultan Mahmud II till minne av janitsjarernas utrotande. Ordenstecknet var en gyllene medaljong med
tugratecknet i briljanter.